# Kieran Hansen
Kieran Hansen (Sydney, 16 novembre 1971) è un ex pattinatore di short track australiano.

## Palmarès
Olimpiadi
- Bronzo a Lillehammer 1994 (staffetta)